# Gajskij rajon
Il Gajskij rajon (in russo Гайский район?) è un rajon dell'Oblast' di Orenburg, nella Russia europea. Istituito nel 1960, il capoluogo è Gaj.